# Halldor Skard
Halldor Skard (* 11. April 1973 in Oslo) ist ein ehemaliger norwegischer Nordischer Kombinierer.
Skard gewann mehrfach Medaillen bei Großereignissen seiner Sportart. Sein größter Erfolg war der Gewinn der Goldmedaille im Teamwettbewerb bei den Olympischen Winterspielen 1998 in Nagano. Er gewann – ebenfalls jeweils mit dem Team – zwei Weltmeistertitel bei den Nordischen Skiweltmeisterschaften 1995 in Thunder Bay und 1997 in Trondheim. Zudem ist er mehrfacher Nordischer Junioren-Skiweltmeister. In Einzelwettbewerben stellt ein Weltcupsieg in Steamboat Springs aus der Saison 1996/97 seinen größten Erfolg dar. Insgesamt erzielte er im Weltcup fünf Podiumsplatzierungen und mit dem fünften Platz 1995/96 sein bestes Resultat im Gesamtweltcup.

## Karriere

### Anfänge mit Erfolgen bei Nordischen Junioren-Skiweltmeisterschaften (1990–1993)
Seine erste Medaille bei Nordischen Junioren-Skiweltmeisterschaften gewann Halldor Skard im Jahr 1990 in Štrbské Pleso. Gemeinsam mit Bjarte Engen Vik und Trond Einar Elden siegte er im Teamwettbewerb von der Normalschanze und nach einer Langlaufdistanz über zehn Kilometer pro Athlet. Ein Jahr später konnte er dies im gleichen Wettbewerb bei den Weltmeisterschaften 1991, die in Reit im Winkl stattfanden, mit seinen Teamkollegen Henrik Brors und Evan Chiodera nicht wiederholen. Nach Springen und identischer Langlaufdistanz belegten sie hinter dem tschechoslowakischen Trio Milan Kučera, Zbyněk Pánek und Jiří Hradil den zweiten Rang und gewannen somit die Silbermedaille.
Die Nordischen Junioren-Skiweltmeisterschaften 1992 in Vuokatti gestalteten sich für Skard sehr erfolgreich. Zunächst gewann er am 19. März 1992 Gold in einem Wettbewerb, der in der Gundersen-Methode von der Normalschanze und über die Langlaufdistanz von zehn Kilometern ausgetragen wurde. Dies stellte seinen bis dahin größten Einzelerfolg dar. Drei Tage später, am 22. März 1992, konnte er gemeinsam mit Glenn Skram und Thomas Westeraas auch den ersten Rang im Teamwettbewerb erreichen. 1993 folgte im tschechischen Harrachov die vierte Teilnahme Skards an Nordischen Junioren-Skiweltmeisterschaften. Seinen Einzeltitel aus dem Vorjahr konnte er dabei nicht verteidigen. Hingegen gewann er am 6. März 1993 mit Knut Borge Andersen und Gard Myhre zum dritten Mal die Goldmedaille im Teamwettkampf. Seine Bilanz bei Junioren-Weltmeisterschaften beläuft sich somit auf insgesamt vier goldene und eine silberne Medaille.

### Siege auf zweitklassiger Ebene und erste Jahre im Weltcup (1993–1995)
Am 4. Dezember 1994 erzielte Skard in Lillehammer seinen ersten Sieg im B-Weltcup der Nordischen Kombination. Exakt eine Woche später ließ er im finnischen Vuokatti den zweiten Sieg folgen. Dies wiederholte er wiederum eine Woche später an gleicher Stelle. In der Saison 1993/94 hatte er bereits den fünften Platz in der Gesamtwertung erreicht.
Am 7. Januar 1995 gab er in Schonach sein offizielles Debüt im Weltcup der Nordischen Kombination. Im Gundersen-Wettkampf, dessen Sprungdurchgänge von der Großschanze durchgeführt wurden, worauf eine Langlaufdistanz über 15 Kilometer folgte, belegte er den vierten Platz. Seine erste Platzierung auf dem Podium folgte bereits drei Wochen später in Vuokatti, als er in derselben Disziplin Zweiter hinter seinem Landsmann Knut Tore Apeland und vor dem Japaner Kenji Ogiwara wurde. Auch in einigen anderen Wettkämpfen erzielte er Platzierungen unter den ersten Zehn. Am Saisonende belegte er den achten Rang in der Weltcup-Gesamtwertung.
Skard nahm an den Nordischen Skiweltmeisterschaften 1995 im kanadischen Thunder Bay teil. Am 15. März 1995 gewann er mit Bjarte Engen Vik, Apeland und Fred Børre Lundberg den Weltmeistertitel im Teamwettbewerb von der Großschanze und über vier mal fünf Kilometer. Somit erlangte er den bis dahin bedeutsamsten Titel seiner Karriere.

### Etablierung in der Weltspitze (1995–1998)
In den folgenden beiden Jahren gelang es ihm, das hohe Niveau aus seiner Debütsaison mit konstant guten Platzierungen zu halten. Unter anderem erreichte er am 10. Februar 1996 in Chaux-Neuve genauso wie am 16. März 1996 in seiner Heimatstadt Oslo jeweils Rang drei und damit einen Platz auf dem Podest. Am Ende der Saison stand der fünfte Platz im Gesamtweltcup zu Buche – das beste Resultat in der Karriere Skards in dieser Wettbewerbsserie.
Am 11. Dezember 1996 erzielte er im US-amerikanischen Steamboat Springs seinen ersten Weltcupsieg. Es sollte sein einziger bleiben. In Lahti erzielte er am 8. März 1997 mit dem zweiten Platz seine letzte Podiumsplatzierung im Weltcup und die zweite der Saison. Mit dem siebten Rang im Gesamtweltcup platzierte er sich am Saisonende zum dritten Mal in Serie unter den ersten Zehn. Bei den Nordischen Skiweltmeisterschaften 1997 in Trondheim hatte er zuvor am 26. Februar 1997 gemeinsam mit dem Team, das in der gleichen Besetzung wie 1995 antrat, den Erfolg aus diesem Jahr wiederholen können und war erneut Weltmeister geworden. Zu Beginn der Olympiasaison 1997/98 konnte Skard nicht mehr an seine Ergebnisse aus den drei vorangegangenen Jahren anknüpfen. Beste Ergebnisse waren zwei neunte Plätze im Sprint von Rovaniemi und am Ende der Saison in einem weiteren Sprint im schwedischen Falun. Daraus resultierte der 28. Rang im Gesamtweltcup.
Halldor Skard fuhr mit dem norwegischen Team zu den Olympischen Winterspielen 1998 in Nagano. Die Teilnahme am Einzelwettkampf am 14. Februar 1998 blieb ihm verwehrt, dagegen trat er gemeinsam mit Kenneth Braaten, Bjarte Engen Vik und Fred Børre Lundberg im Teamwettbewerb am 20. Februar 1998 an. In diesem gewannen sie die Goldmedaille und verwiesen die Finnen und Franzosen auf die Plätze.

### Abnehmender Erfolg und Karriereende (1998–2001)
Die darauffolgenden Jahre erwiesen sich im Bezug auf Ergebnisse für Skard als vergleichsweise schwierig. Zwar ging er weiterhin im Weltcup an den Start und platzierte sich dort auch regelmäßig in den Punkterängen, Spitzenplatzierungen waren jedoch eher Ausnahmen und Podestplatzierungen blieben gänzlich aus – bestes Einzelergebnis nach den Olympischen Winterspielen 1998 war ein vierter Platz, den er in einem Sprint erzielte, der am 8. Februar 2000 im japanischen Nozawa Onsen stattfand. Auf den 40. Platz im Gesamtweltcup 1998/99 folgte immerhin der 16. Rang in der Saison 1999/2000.
Am 30. Dezember 2000 absolvierte Halldor Skard in Lillehammer seinen letzten Wettkampf im Weltcup. Nach der Saison, in der er auch noch mal im B-Weltcup an den Start gegangen war und in der er den 61. Platz im Gesamtweltcup belegt hatte, beendete er seine Karriere.

## Erfolge

### Olympische Winterspiele
- Nagano 1998: 1. Team (K 90/4 × 5 km)

### Nordische Skiweltmeisterschaften
- Thunder Bay 1995: 1. Team (K 90/4 × 5 km)
- Trondheim 1997: 1. Team (K 90/4 × 5 km)

### Nordische Junioren-Skiweltmeisterschaften
- Štrbské Pleso 1990: 1. Team (K 88/3 × 10 km)
- Reit im Winkl 1991: 2. Team (K 90/3 × 10 km)
- Vuokatti 1992: 1. Gundersen (K 90/10 km), 1. Team (K 90/3 × 10 km)
- Harrachov 1993: 1. Team (K 90/3 × 10 km)

### Weltcup-Siege im Einzel
| Nr. | Datum             | Ort               | Disziplin |
| --- | ----------------- | ----------------- | --------- |
| 1.  | 11. Dezember 1996 | Steamboat Springs | Gundersen |

### Weltcup-Platzierungen
| Saison  | Platz | Punkte |
| ------- | ----- | ------ |
| 1993/94 | 72.   | 004    |
| 1994/95 | 08.   | 590    |
| 1995/96 | 05.   | 808    |
| 1996/97 | 07.   | 595    |
| 1997/98 | 28.   | 314    |
| 1998/99 | 40.   | 250    |
| 1999/00 | 16.   | 594    |
| 2000/01 | 61.   | 023    |

### B-Weltcup-Siege im Einzel
| Nr. | Datum             | Ort         | Disziplin |
| --- | ----------------- | ----------- | --------- |
| 1.  | 4. Dezember 1994  | Lillehammer | Gundersen |
| 2.  | 11. Dezember 1994 | Vuokatti    | Gundersen |
| 3.  | 18. Dezember 1994 | Vuokatti    | Gundersen |

### B-Weltcup-Platzierungen
| Saison  | Platz | Punkte |
| ------- | ----- | ------ |
| 1993/94 | 05.   | 067    |
| 2000/01 | 22.   | 107    |